# JNN総力蔵出しSP こんなの見たかった!超ブッ飛び映像祭
『JNN総力蔵出しSP こんなの見たかった!超ブッ飛び映像祭』（ジェイエヌエヌそうりょくくらだしスペシャル こんなのみたかった!ちょうぶっとびえいぞうさい）は、2010年7月2日から2012年1月7日までTBSテレビで放送されたバラエティ特別番組（NG集番組）である。通称『JNN総力蔵出しSP』、『超ブッ飛び映像祭』。

## 概要
本特別番組は、JNN系列の報道・情報・ドラマ・バラエティ番組でのNGシーンや過去の『JNNニュース』で放送されたスクープ映像を紹介した番組である。
第4回（事実上の最終回）は番組内容を一部変更され、JNN系列各局からの集められた映像をゲスト審査員が審査を行い大賞局を決める形式になったため、ドラマのNGシーンは一切放送されなかった。また（TBS制作の）バラエティ番組のNGシーンも「アナウンサーハプニング集」の中で、一部触れられただけだった。
2013年からは続編企画『神がかりハプニング!プラチナ映像アワード』が放送されており、再びドラマのNGシーンも放送している。

## 放送日・放送時間
| 回数             | 放送日（TBS）          | 放送時間（日本時間）   | タイトル                                                 |
| ---------------- | ---------------------- | ---------------------- | -------------------------------------------------------- |
| 第1回            | 2010年7月2日（金曜日） | 21:00 - 22:54（114分） | JNN総力蔵出しSP こんなの見たかった! 超ブッ飛び映像祭2010 |
| 第2回            | 2011年1月1日（土曜日） | 18:30 - 20:54（144分） | JNN総力蔵出しSP こんなの見たかった! 超ブッ飛び映像祭2011 |
| 第3回            | 2011年7月1日（金曜日） | 21:00 - 22:54（114分） | JNN総力蔵出しSP こんなの見たかった! 超ブッ飛び映像祭III  |
| 第4回 （最終回） | 2012年1月7日（土曜日） | 18:55 - 20:54（119分） | JNN総力蔵出しSP こんなの見たかった! 超ブッ飛び映像祭4    |

## 出演者（最終回時点）

### 司会
- 関根勤
- 後藤輝基（フットボールアワー）
- SHELLY

### ゲスト審査員
- 上川隆也
- 設楽統（バナナマン）
- 杉崎美香
- はるな愛
- 松重豊
- 山下智久
- りょう
- 渡部陽一

## スタッフ
第3回のスタッフ
- ナレーター：佐藤賢治、三石琴乃
- 構成：櫻井昭宏、海老根豊、槙田英司、荘所哲也
- TM：荒木健一
- TD：寺尾昭彦
- VE：佐藤公幸
- カメラ：中島文章
- 音声：松本康祐
- 照明：伊倉邦夫
- 編集：金有那
- MA：並木丈治
- TK：長谷川道子
- 音響：太田誠也、湊航史
- 美術プロデューサー：東立
- 美術デザイン：石井健将
- 美術制作：宗次宏光
- 大道具：佐藤恵美
- 電飾：澤田稔
- ヘアメイク：大岩乃里子
- CG：岩屋朝仁／奥田真也
- 技術協力：東通、TAMCO、AVC、八峯テレビ、アックス
- 映像協力：HBC、ATV、UTY、SBC、TUT、MRO、SBS、MBS、BSS、RKB、NBC、OBS、RKK、MRT
- 制作協力：J.O.P
- AD：丹川祥一、青木孝之、肥後智一、川口涼華、國井三穂、狩野紀明、因幡大佑
- アシスタントプロデューサー：平佐智子、藤崎沙織
- ディレクター：大谷裕、横芝昭子、丸山浩史
- 演出：田村恵里
- プロデューサー：實原邦之（J.O.P）、渡辺英樹、木田将也
- チーフプロデューサー：近藤誠
- 製作著作：TBS